# Министр — хранитель печати Японии
Министр — хранитель печати Японии (яп. 内大臣 Найдайдзин) — административный пост, существовавший в Японской империи. Министр — хранитель печати отвечал за сохранность Тайной и Государственной печатей Японии.
Пост был создан в 1885 году после административной реформы, предпринятой Ито Хиробуми. Министр — хранитель печати не входил в состав кабинета министров Японии. Кроме хранения печатей, на него были также возложены функции по подготовке императорских указов. Он и его подчиненные занимались получением и обработкой народных петиций.
В 1907 году у министра — хранителя печати появились главный секретарь, три секретаря и шесть ассистентов.
После вступления на трон императора Сёвы пост министра — хранителя печати стал более значимым, поскольку он определял, кто будет допущен на аудиенцию к императору.
После Второй мировой войны, пост министра — хранителя печати был официально упразднён 24 ноября 1945 года. Однако камергер Японии Хисанори Фудзита исполнял функции министра — хранителя печати вплоть до объявления новой Конституции в 1946 году, таким образом став последним министром — хранителем печати.

## Список министров — хранителей печати
| №   | Имя                   | Портрет | Срок полномочий                   |
| --- | --------------------- | ------- | --------------------------------- |
| 1.  | Сандзё Санэтоми       |         | 22 декабря 1885 — 18 февраля 1891 |
| 2.  | Токудайдзи Санэцунэ   |         | 21 февраля 1891 — 12 августа 1912 |
| 3.  | Кацура Таро           |         | 21 августа 1912 — 21 декабря 1912 |
| 4.  | Принц Фусими Саданару |         | 21 декабря 1912 — 13 января 1915  |
| 5.  | Ояма Ивао             |         | 23 апреля 1915 — 10 декабря 1916  |
| 6.  | Мацуката Масаёси      |         | 2 мая 1917 — 18 сентября 1922     |
| 7.  | Хирата Тосукэ         |         | 19 сентября 1922 — 30 мая 1925    |
| 8.  | Хамао Арата           |         | 30 марта 1925 — 30 марта 1925     |
| 9.  | Макино Нобуаки        |         | 30 марта 1925 — 26 февраля 1935   |
| 10. | Сайто Макото          |         | 26 февраля 1935 — 26 февраля 1936 |
| 11. | Итики Китокуро        |         | 6 марта 1936 — 6 марта 1936       |
| 12. | Юаса Курахэй          |         | 6 марта 1936 — 1 июня 1940        |
| 13. | Коити Кидо            |         | 1 июня 1940 — 24 ноября 1945      |
| 14. | Хисанори Фудзита      |         | 25 ноября 1945 — 2 ноября 1946    |